# A 33-as bizottság
A 33-as bizottság (vagy országos 33-as bizottság, esetleg 33-as országos bizottság) egy, a magyar Országgyűlés alsó- és felsőházának tagjaiból alakult pártközi bizottság volt a Horthy-korszakban, ami a nagy gazdasági világválság miatti kényszerű népszerűtlen intézkedéseket volt hivatott felügyelni, irányítani, esetleg rendeleti úton levezényelni. Alakulásakor 33 tagú volt, innen a neve.

## Története
A bizottságot a gazdasági világválságot kezelendő hívta életre a Bethlen-kormány, mert maga (pontosabban Bethlen) nem akarta meghozni a probléma kezeléséhez és kiküszöböléséhez elengedhetetlen, egyértelműen népszerűtlen döntéseket. 22 képviselőházi (11 kormánypárti és 11 ellenzéki) valamint 11 felsőházi tagja volt, egy felső- és egy alsóházi elnökkel. Működését az 1931. évi XXVI. törvénycikk szabályozta, ami egyben életre is hívta. Félévente kötelező jelleggel beszámolt tevékenységéről a parlamentnek.
A törvényt 1931. május 21-én fogadták el, a bizottság pedig 1931. július 20-án alakult, de ténylegesen az 1931-es választásokat követően, augusztus 7-én kezdte meg működését. Feladata az említett népszerűtlen intézkedések jóváhagyása, illetve tökéletesítése volt, mint például a közalkalmazotti bérek csökkentése, a radikális adóemelés, valamit más egyéb kisebb, de hasonlóan népszerűtlen intézkedések rendeleti úton történő levezénylése. Kvázi felügyeleti szervként működött. A részvételt a bizottságban megtagadta a Magyarországi Szociáldemokrata Párt és a Független Kisgazdapárt is. Első képviselőházi elnöke Ugron Gábor lett.
Már alakulásakor támadták a 33-as bizottságot, mondván, az alkotmányellenes, mivel a jogköreiből kifolyólag gyakorlatilag a parlamentet helyettesíti (önállóan hozhat rendeleteket), a törvény értelmében pedig még akkor is működött, mikor a parlament nem (azaz a választások alatt, vagy törvényhozási – nyári/téli – szünet idején is), így a kormány és a kormányzó ezen keresztül burkolt diktatúrát épített ki és gyakorol.
A népszerűtlen intézkedések ilyesforma „kiszervezése” csak fokozta Bethlen parlamenten belüli és kívüli már-már közutálatát, aminek következtében másfél hónappal az 1931-es választások után a hangulat lenyugtatása végett lemondani kényszerült.
Jogkörei nagyjából azonosak maradtak a második világháborúig, melynek végére de facto megszűnt.

## Hasonló bizottságok
Hasonló céllal és jelleggel alakult meg a 36-os bizottság 1939-ben, aminek a feladata a honvédelem és az egyéb hadügyi dolgok felügyelete volt (a háború végén ez is megszűnt), illetve modern párhuzamként a Reformszövetség (habár ez parlamenten kívüli szervezet volt), ami csakhamar beszüntette működését.
Országos Honvédelmi Bizottmány (1848-1849)
Az Ideiglenes Nemzetgyűlés Politikai Bizottsága (1944-1949)